# Mike Schlaich
Mike Schlaich (* 19. April 1960 in Cleveland, Ohio) ist ein deutscher Bauingenieur.
Er ist ordentlicher Professor an der Technischen Universität Berlin, Fakultät VI, Institut Bauingenieurwesen, im Fachgebiet Entwerfen und Konstruieren – Massivbau. Er ist Prüfingenieur für Bautechnik und einer der Geschäftsführenden Gesellschafter des Ingenieurbüros schlaich bergermann partner (sbp SE).

## Leben
Mike Schlaich ist der Sohn von Jörg Schlaich und Enkel von Ludwig Schlaich. Das Studium des Bauingenieurwesens begann er 1979 an der Universität Stuttgart, wechselte nach zwei Jahren an die ETH Zürich und schloss 1985 sein Studium mit dem Diplom ab. Danach arbeitete er bis zur Dissertation zum Dr. sc. techn. 1989 als Assistent an der ETH Zürich bei Edoardo Anderheggen.
In den Folgejahren ging er nach Spanien und sammelte Erfahrungen in einem Ingenieurbüro in Madrid, ab 1993 arbeitete er zunächst als Projektingenieur bei schlaich bergermann partner in Stuttgart und wurde 1999 dort Partner. 2004 erhielt Schlaich eine Professur an der TU Berlin. In den Jahren davor hielt er zeitweise als Lehrbeauftragter Vorlesungen über Bauen mit Seilen am Institut für Leichtbau Entwerfen und Konstruieren an der Universität Stuttgart.
Sein Schwerpunkt ist Leichtbau. Er forscht an Verbesserungen von Beton, um dessen Umweltschädlichkeit einzudämmen (weniger Kies und damit Gewicht und Probleme mit dessen landschaftsschädlichem Abbau und weniger Kohlendioxid-Erzeugung mit Blähbeton, der auch wärmeisolierend ist; Beton-Einsparung mit vorgespanntem Carbonbeton, der erheblich leichter als Stahlbeton ausgeführt werden kann).

## Ehrungen und Mitgliedschaften
- Deutscher Ingenieurbaupreis 2016 für die Fußgängerbrücke Rathenow
- Ingenieurpreis des Deutschen Stahlbaues 2015 für die Überdachung der Ausfahrt KundenCenter, Autostadt Wolfsburg
- Deutscher Brückenbaupreis 2014 für die Gänsebachtalbrücke
- Deutscher Brückenbaupreis 2010 für die Fußgängerbrücke Sassnitz
- Balthasar-Neumann-Preis 2008 für Monumento 11M, Madrid
- Ingenieurbau-Preis 1998 für Glacisbrücke Ingolstadt
- Schinkelpreis 1992 für Fußgängerbrücke über die Spree in Berlin
- 2015 hielt er die Annual Lecture beim Henderson Colloquium der IABSE[2] (Elegance and  Structural Engineering).[3]
- 2015 erhielt er die Goldmedaille der Institution of Structural Engineers.
- 2017 wurde er Mitglied der Berlin-Brandenburgischen Akademie der Wissenschaften.[4]
- 2019 wurde er zum Mitglied der Deutschen Akademie der Technikwissenschaften (acatech) gewählt.[5]
- 2021 wurde er Mitglied der Akademie der Künste in Berlin.[6]
- 2021 wurde er zum Fellow an der Indian National Academy of Engineering gewählt.[7]

## Werke (Auswahl)
- Ting-Kau-Brücke Hong Kong
- Yamuna-Brücke, Delhi
- Fußgängerbrücken Rathenow, Oberhausen, Sassnitz, Leer, Greifswald
- Prüfung der 2. Vivekananda Brücke in Kolkata
- Exzenterhaus Bochum
- Stahlskulptur The Mastaba von Christo in Abu Dhabi
- Max und Moritz Wohntürme Berlin
- Lenné-Dreieck Berlin
- Edelstahl Monocoque Pavillon für Porsche in Wolfsburg
- Tensegrityturm und Holztonnendach Messe Rostock
- Kundenzentrum Audi in Ingolstadt
- Satellitenkontrollzentrum DLR in Oberpfaffenhofen
- Palacio de Comunicaciones in Madrid
- Seilnetze und Netzkuppeln für Flughafen Málaga
- Membrandächer für Olympiastadion und Arena Vista Allegre in Madrid
- Haus in Berlin in monolithischer Bauweise mit Infra-Leichtbeton
- Tragwerk für die Verhüllung des Arc de Triomphe in Paris von Christo
- Aussichtshängebrücke Königsstuhl ab 2021
- 1. Preis im Wettbewerb um die geplante St. Luzibrücke, Chur mit Conzett Bronzini Partner, Jüngling & Hagmann und Günther Vogt, 2022

## Schriften
- mit Ursula Baus: Fußgängerbrücken: Konstruktion – Gestalt – Geschichte, Birkhäuser, Basel, Boston, Berlin 2008, ISBN 978-3-7643-8138-7, englische Ausgabe Footbridges: construction – design – history, ebenda, ISBN 978-3-7643-8139-4